# Moravka
Moravka (brđanka, veprina, lat. Arnica), rod trajnica iz porodice Asteraceae raširen po Europi i Sjevernoj Americi.
Ime Arnica dolazi od grčke riječi arnikos  (= janjeća koža) zbog njenih mekanih i dlakavih listova. Najvažnija vrsta brđanka (Arnica montana) zbog svoje ljekovitosti postala je ugrožena i zakonom zaštićena, zbog nesavjesnog sakupljanja.
Ljekoviti su joj list, korijen i cvijet, a najviše se upotrebljava za zacijenljivanje rana od povreda i opeklina. Nas popisu su 31 vrsta. Opisan je u  Sp. Pl.: 884 (1753).

## Vrste
1. Arnica acaulis Britton, Sterns & Poggenb.
2. Arnica angustifolia Vahl
3. Arnica cernua Howell
4. Arnica chamissonis Less.
5. Arnica cordifolia Hook.
6. Arnica dealbata (A.Gray) B.G.Baldwin
7. Arnica discoidea Benth.
8. Arnica fulgens Pursh
9. Arnica gracilis Rydb.
10. Arnica griscomii Fernald
11. Arnica intermedia Turcz.
12. Arnica lanceolata Nutt.
13. Arnica latifolia Bong.
14. Arnica lessingii Greene
15. Arnica lonchophylla Greene
16. Arnica longifolia D.C.Eaton
17. Arnica louiseana Farr
18. Arnica mallotopus Makino
19. Arnica mollis Hook.
20. Arnica montana L.
21. Arnica nevadensis A.Gray
22. Arnica ovata Greene
23. Arnica parryi A.Gray
24. Arnica porsildiorum B.Boivin
25. Arnica rydbergii Greene
26. Arnica sachalinensis (Regel) A.Gray
27. Arnica sororia Greene
28. Arnica spathulata Greene
29. Arnica unalaschcensis Less.
30. Arnica venosa H.M.Hall
31. Arnica viscosa A.Gray
32. Arnica ×paniculata A.Nelson